# (14099) 1997 RQ3
(14099) 1997 RQ3 là một tiểu hành tinh vành đai chính. Nó được phát hiện bởi Yoshisada Shimizu và Takeshi Urata ở Đài Quan sát Nachi-Katsuura ở Nachikatsuura, Wakayama, Nhật Bản, ngày 5 tháng 9 năm 1997.